# 484
Раннє Середньовіччя. У Східній Римській імперії правління Флавія Зенона. У Європі утворилися численні варварські держави, зокрема в Італії править Одоакр, Іберію та південь Галлії займає Вестготське королівство, Північну Африку захопили вандали, утворивши Африканське королівство, у Тисо-Дунайській низовині утворилося Королівство гепідів. На півночі Галлії правлять римо-галли, у Белгіці — салічні франки, у Західній Галлії встановилося Бургундське королівство. Остготи займають Мезію, Македонію і Фракію.
У Південному Китаї править династія Південна Ці, на півночі — Північна Вей. В Індії правління імперії Гуптів. У Японії триває період Ямато. У Персії править династія Сассанідів.
На території лісостепової України Черняхівська культура. Історики VI століття згадують плем'я антів, що мешкало на території сучасної України приблизно з IV сторіччя. У Північному Причорномор'ї центр володінь гунів, що підкорили собі інші кочові племена, зокрема сарматів, булгар та аланів.

## Події
- Узурпатора Леонтія короновано на візантійського імператора в Тарсі. Його підтримує Антіохія.
- Чинному імператору Флавію Зенону загрожують також остготи на чолі з Теодоріхом, але полководець Ілл (en; ru) зумів дати їм відсіч у Сирії. Конфлікт із остготами залагоджено дипломатичним шляхом. Теодоріх став військовим магістром і консулом.
- У Бургундії король Гундобад уклав збірку законів Lex Burgundionum.
- Королем вестготів після смерті батька Ейріха став Аларіх II.
- В Африканському королівстві король Гунеріх відновив гоніння католиків, змушуючи їх прийняти аріанство. Однак 23 грудня він помер, і його наступник Гунтамунд проводив терпимішу політику.
- Ефталіти напали на Персію. Перське військо на чолі з шахом Перозом I зазнало поразки у битві під Гератом. Пероз загинув, шахом Персії став його брат Балаш.
- Папа Римський Фелікс III відлучив від церкви патріархів Константинополя й Александрії за їхню роль у підготовці Енотікона. Розкол між Римом і східними церквами стає дедалі ширшим. Криза з Акакіанською єрессю затягнеться до 519 року.

## Померли
- Гунеріх, король вандалів і аланів.